# Fortimesus robustus
Fortimesus robustus är en kräftdjursart som först beskrevs av Yakov Avadievich Birstein 1960.  Fortimesus robustus ingår i släktet Fortimesus och familjen Ischnomesidae. Inga underarter finns listade i Catalogue of Life.